# 1897.
◄ | 18. stoljeće | 19. stoljeće | 20. stoljeće | ►
◄ | 1860-ih | 1870-ih | 1880-ih | 1890-ih | 1900-ih | 1910-ih | 1920-ih | ►
◄◄ | ◄ | 1894. | 1895. | 1896. | 1897. | 1898. | 1899. | 1900. | ► | ►►
Arhitektura • Astronomija • Biologija • Film • Fotografija • Glazba • Kazalište • Kemija • Kiparstvo • Knjige • Književnost • Kršćanstvo • Meteorologija • Medicina • Planinarstvo • Politika • Pravo • Promet • Slikarstvo • Strip • Šport • Znanost • Zrakoplovstvo • Željeznički promet

## Događaji
- 22. svibnja – Dogodili se Krvavi izbori u Bošnjacima (ili Krvavi bošnjački izbori), kad je na dan izbora za Sabor Kraljevine Hrvatske i Slavonije ubijeno osam osoba od protuhrvatski raspoloženog režima.
- 3. listopada – Počela je nastava u novoosnovanoj hrvatskoj gimnaziji u Zadru, glavnom gradu carske pokrajine Dalmacije.[1]
- 20. listopada – Bečka je vlada odlučila u ratnu mornaricu uvesti hrvatski kao službeni jezik umjesto talijanskog (sama se odluka nije u potpunosti ostvarila).[1]
- 9. studenoga –  Lorenz Werthmann osnovao je Njemački Caritas (njem. Deutschen Caritasverband), prvu organizaciju Caritasa u svijetu.
- 28. prosinca – Charles i Emile Path osnovali su u Parizu „Pate Cinema”, prvu tvrtku na svijetu za proizvodnju filmova. Ova pariška tvrtka ubrzo je zavladala međunarodnim tržištem pokretnih slika.
- Skupina hrvatskih umjetnika istupila je iz bečkog Društva umjetnosti i osnovala Društvo hrvatskih umjetnika.

## Rođenja

### Siječanj – ožujak
- 6. veljače – Alberto Cavalcanti, brazilski filmski redatelj († 1982.)
- 17. veljače – Josip Jagodić, hrvatski liječnik, pravednik među narodima († 1973.)
- 27. veljače – Marian Anderson, američka pjevačica († 1993.)
- 25. ožujka – Otac Marijan Blažić, hrvatski franjevac i katolički prezbiter († 1944.)

### Travanj – lipanj
- 4. travnja – Vjekoslav Klišanić, hrvatski general († 1980.)
- 24. travnja – Wilhelm Reich, austrijski psihijatar († 1967.)
- 19. travnja – Jiroemon Kimura,najstariji muškarac u povijesti (* 2013.)
- 2. srpnja – Adolf Hyła, poljski slikar († 1965.)
- 16. svibnja – Ivona Petri, hrvatska glumica († 1974.)
- 18. svibnja – Frank Capra, američki filmski redatelj († 1991.)
- 12. lipnja – Anthony Robert Eden, britanski političar († 1977.)
- 13. lipnja – Paavo Nurmi, finski atletičar, 9 – erostruki Olimpijski pobjednik († 1973.)
- 24. lipnja – Frano Kršinić, hrvatski kipar († 1982.)

### Srpanj – rujan
- 25. rujna – William Faulkner, američki pisac († 1962.)
- 26. rujna – Pavao VI., papa († 1978.)

### Listopad – prosinac
- 7. listopada – Ivo Horvat, hrvatski botaničar († 1963.)
- 17. listopada – Cata Dujšin-Ribar, hrvatska slikarica († 1994.)
- 24. prosinca – Bogoljuba Jazvo, hrvatska redovnica i humanitarka († 1975.)

### Nepoznat datum rođenja
- Alfred Perles, austrijsko-britanski književnik († 1990.)

## Smrti

### Siječanj – ožujak
- 7. ožujka – Alberto Ognjan Štriga, hrvatski operni pjevač (* 1821.)

### Travanj – lipanj
- 3. travnja – Johannes Brahms, njemački skladatelj (* 1833.)
- 30. svibnja – Marija Celina od Prikazanja, francuska redovnica (* 1878.)

### Srpanj – rujan
- 30. rujna – Sveta Mala Terezija, katolička svetica (* 1873.)

## Vanjske poveznice
|  | Zajednički poslužitelj ima još gradiva o temi 1897. |